# Chutes de Fougamou
Les chutes de Fougamou ou chutes de l'Impératrice sont des rapides de la Ngounié au Gabon.

## Géographie
Elles sont situées à 5 km en aval de Fougamou. 

## Histoire
Elles ont été découvertes par Paul Belloni Du Chaillu.